# Drama (cinema i televisió)

El que el vent es va emportar és un drama èpic de romanç.

En Cinema i Televisió, el drama és un gènere on es tracten situacions generalment no èpiques en un context seriós, amb un to i orientació que acostumen a generar tristesa i compassió i no pas humor o riure. . No obstant això, des del punt de vista etimològic, el drama evoca acció i diàleg.
Alguns exemples d'aclamades obres audiovisuals d'aquest gènere que han guanyat popularitat arreu del món són Prison Break, Dr House, Joc de trons, Peaky Blinders, entre d'altres. Generalment, una obra dramàtica està basada en un guió en què es tracta un tema transcendent  (mort, misèria, infidelitat, violació, sexualitat, toxicomania, alcoholisme, dilemes morals, prejudicis racials, intolerància religiosa, distanciaments socioeconòmics, violència contra l'home, violència contra la dona, corrupció política…) amb el menor humor possible i donant una orientació dolorosa o escandalosa, que sovint fa referència a algun tipus d'injustícia social. L'obra pot inspirar-se en un assumpte històric (com ara l'holocaust) o en qüestions d'actualitat. És important no confondre el drama amb la tragèdia, aquesta última poc desenvolupada en cinema, deixant de banda algunes adaptacions de novel·les o d'obres de teatre. A diferència del drama, una tragèdia sempre acaba de manera tràgifa i fatalística amb la mort d'almenys un dels protagonistes (en són exemples Romeo i Julieta o Notre-Dame de París…).
El drama en cinema implica una pel·lícula on es treballa a fons la caracterització dels personatges que hi apareixen, d'una manera realista i centrant-se en les seves emocions i sentiments. Això sovint genera crisis d'identitat, conflictes entre els diferents personatges, amb la societat, o amb la mateixa natura.
El drama és un gènere cinematogràfic ampli, que inclou subgèneres com ara la comèdia dramàtica (per exemple la pel·lícula de Charles Chaplin de 1915 The Champion), el drama romàntic (per exemple la pel·lícula El meu nom és Khan dirigida per Karan Johar el 2010), els drames vinculats amb l'esport i especialment amb la boxa (per exemple School Ties, Varsity Blues, Any Given Sunday, Gridiron Gang, Draft Day, The Damned United, Goal! 3: Taking on the World), el drama costumista (per exemple Dublineses –Els morts–), el drama de sala de tribunal o drama legal (per exemple la pel·lícula de 1957 titulat Dotze homes en pugna i dirigit per Sidney Lumet), i el drama policial (per exemple la pel·lícula de l'any 2003 titulat Les hores del dia i dirigit per Jaime Rosales).
Sovint en cinema el gènere del drama es pot assemblar molt al gènere del cinema de catàstrofes ( en són exemples The Towering Inferno, Posidó, Titanic…).
Un drama acostuma a enfocar-se en personatges que es troben en conflictes o situacions crucials per les seves vides. Molt sovint aquests conflictes involucren problemàtiques familiars o romàntiques. Un exemple concret que ho il·lustra és Ordinary People, una història on s'explora la vida diària de les persones, plantejant problemàtiques profundes que afecten la gent corrent. A vegades els drames tenen desenllaços tràgics i molt tristos, com a punt culminant d'algun tipus de crisi, o la mort d'algun personatge que ha estat rellevant.
Sovint aquest és el gènere que dona més oportunitats als actors per demostrar els seus dots actorals, ja que solen tenir una gran repercussió mediàtica i altres gèneres no els permeten aquest lluïment particular.
Els films dramàtics han estat nominats als Òscars amb freqüència, i en molts casos han rebut el preuat guardó tant a la millor pel·lícula com al millor actor principal o al millor actor de repartiment. Algunes famoses pel·lícules guanyadores de la coneguda estatueta són The Artist (2011), El discurs del rei (2010), The Hurt Locker (2009), Slumdog Millionaire (2008), No Country for Old Men (2007), The Departed (2006), entre d'altres.

## Subgèneres dramàtics
Tal com s'ha mencionat anteriorment, els films dramàtics agrupen un ampli espectre de característiques. Per aquest motiu, existeixen diferents subgèneres, tal com es mostra a continuació:
- Drama policíac – Drames vinculats a personatges i temàtiques relacionades amb el crim, el sistema legal, i el sistema policíac. En són exemples: Primal Fear (1996), L'informe Pelicà (1993), The Accused (1988), Sacco i Vanzetti (1971), Testimoni de càrrec (1957).
- Drama històric o drama d'època, incloent-hi Drama de guerra – Pel·lícules que expliquen moments o successos històrics de forma dramàtica. En són exemples: El naixement d'una nació (1915), 1917 (pel·lícula) (2019) o Dunkerque (pel·lícula) (2017).
- Docudrama – films que tracten, amb tècniques dramàtiques, fets reals propis del gènere documental..
- Drama de rols o Drama d'improvisació – Representació actuada improvisada, lligada o inspirada en el psicodrama.
- Comèdia dramàtica – Obra que inclou drama, i en la qual el balanç entre humor i abordatge seriós i realista està equilibrat o relativament equilibrat.
- Melodrama – Subtipus de pel·lícules dramàtiques que explora situacions on s'apel·la a les emocions augmentades de l'audiència. Les trames melodramàtiques sovint fan un bon maneig de les emocions humanes, plantejant moments de crisis, romanços fracassats, amistats traïdes, situacions familiars difícils, tragèdies de la vida real, malalties o altres desgràcies. Els crítics de cinema a vegades fan servir aquest terme per menysprear, assenyalar poc realisme, exagerat patetisme o desenvolupament de situacions romàniques o domèstiques amb característiques molt estereotipades. Els melodrames també han estat sovint classificats de manera despectiva com a  «obres per a dones» o «obres sentimentaloides». Tant en teatre com en cinema, aquest subgènere acostuma a utilitzar la música o el cant per a emfatitzar millor els sentiments dels personatges.
- Drames romàntics – Subtipus de pel·lícules dramàtiques que es basen en trames amoroses o sentimentals, sovint jugant amb amors no corresposts o frustrats. Alguns títols d'aquest subgènere inclouen: Casablanca (1942), Love Story (1970), Last Tango in Paris (1972), Nova York, Nova York (1977), Ghost (1990), i City of Angels (1998).

## Pel·lícules anys 1950
Durant els primers anys del cinema sonor, el melodrama va dominar les grans pantalles,  com a resultat d'una evolució i influència de les pantomimes del cinema mut. Tot i això, durant els anys cinquanta, l'aparició d'actors com ara Marlon Brando, entrenats en tècniques actorals més naturalistes, van reconduir les pel·lícules cap a expressions més realistes. L'obra Un tramvia anomenat Desig és considerada el punt d'inflexió en aquest desenvolupament.
Cap a finals dels anys 1970, el melodrama va estar a punt d'acabar com a gènere obert, ja que el realisme dominava en pel·lícules innovadores o comuns, tal com la de Martin Scorsese titulada Mean Streets.
Des dels inicis del cinema mut i fins als anys 1950, els drames van ser peces didàctiques orientades a donar lliçons a l'audiència. Pel·lícules com The Engrapis of Wrath de 1940 van mostrar els efectes de la depressió, i Ciutadà Kane de 1941, tal com explicà  Orson Welles, no va ser només una biografia de William Randolph Hearst, sinó que va donar visibilitat a com eren les vides de moltes persones en aquells temps.
Als anys cinquanta van sorgir diversos actors dramàtics que van tenir gran repercussió i transcendència en la història del cinema. Montgomery Clift, Glenn Ford, James Dean, Bette Davis, i Marilyn Monroe van ser notables actors que en molts aspectes van innovar en l'art de l'actuació. Diversos films dramàtics d'aquesta dècada es van focalitzar en la relació entre els personatges i en el desenvolupament de la personalitat. Per exemple,  Tot sobre Eva de l'any 1950, es va focalitzar en la dona i en la seva manera de relacionar-se amb els homes, mentre que Rebel sense causa de l'any 1955, va mostrar i va desenvolupar l'angoixa adolescent. Per part seva, pel·lícules com 12 Angry Men de l'any 1957, i Anatomia d'un assassinat de l'any 1959, van mostrar el funcionament dels tribunals i dels judicis.
Per altra banda, algunes de les pel·lícules dramàtiques més aclamades per la crítica del cinema asiàtic van ser produïdes també durant la dècada dels cinquanta. Entre les més destacables: Tōkyō monogatari (1953) de Yasujirō Ozu, Ugetsu (1954) de Kenji Mizoguchi, The Apu Trilogy (1955–1959) de Satyajit Ray, Pyaasa (1957) de Guru Dutt, i els films d'Akira Kurosawa titulats Rashōmon (1950), Ikiru (1952) i Seven Samurai (1954).